# حبق عبر أمازوني
حبق عبر أمازوني (الاسم العلمي:Ocimum transamazonicum) هو نوع من النباتات يتبع جنس الحبق من الفصيلة الشفوية.